# Ed Craven
Edward Craven (nacido en 1996) es un multimillonario australiano.  Es conocido principalmente por cofundar el casino en línea Stake.com y la plataforma de transmisión en vivo Kick.   

## Primeros años de vida
Craven nació en 1996. A su padre, Jamie Craven, se le prohibió trabajar en la industria de servicios financieros y fue encarcelado durante seis meses en la década de 1980 por el colapso de la compañía de inversiones Spedley Securities.  
Craven juega juegos en línea y transmite en vivo sus partidas en Kick. Ha transmitido junto a celebridades como Drake. 

## Carrera

#### Antes de Stake
Después de experimentar junto con Bijan Tehrani con juegos de azar virtuales en RuneScape, Craven y Tehrani crearon Primedice, un juego de dados en línea basado en criptomonedas en 2013.  En 2016, lanzaron Easygo, una empresa especializada en juegos de casino en línea. 

### Stake.com
En 2017 debutó la marca Stake.com, operando a través de una licencia en Curazao. La empresa tiene oficinas en Serbia, Australia y Chipre. Se convirtió en una de las empresas de juego más grandes del mundo. 
Stake.com se expandió al Reino Unido en diciembre de 2021 a través de una asociación con TGP Europe. Actúa como patrocinador principal de las camisetas del Everton FC y del Watford FC, y también respalda al equipo de Fórmula Uno Sauber.  
A partir de 2022, el músico canadiense Drake recibió 100 millones de dólares anuales por respaldar a Stake en las redes sociales.  

### Kick
Kick, lanzado en 2022 por Craven y su socio comercial, Bijan Tehrani, está destinado a competir con Twitch de Amazon como plataforma de transmisión en vivo en línea.  La plataforma ofrece una alternativa al popular servicio de transmisión Twitch, ya que ofrece una división del 95-5% de los ingresos a los creadores de contenido. 
Los patrocinios de Kick incluyen al equipo Alfa Romeo F1 y al Everton Football Club.  En enero de 2024, Kick and Stake se convirtieron en los patrocinadores principales del equipo Sauber F1  para las temporadas 2024 y 2025, antes de que Audi tomara el control del equipo en 2026. 

## Vida personal
Craven reside en Melbourne. En 2022 compró la casa más cara de Toorak, Victoria. 